# Monhysteroides bulbiferus
Monhysteroides bulbiferus är en rundmaskart som beskrevs av Timm 1961. Monhysteroides bulbiferus ingår i släktet Monhysteroides och familjen Linhomoeidae. Inga underarter finns listade i Catalogue of Life.